# Пољска на Европском првенству у атлетици у дворани 2019.
Пољска је учествовала на 35. Европском првенству у дворани 2019 који се одржао у Глазгову, Шкотска, од 1. до 3. марта. Ово је било тридесет пето европско првенство у атлетици у дворани од његовог оснивања 1970. на којем је Пољска учествовала, односно учествовала је на свим првенствима до данас. Репрезентацију Пољске представљало је 30 спортиста (21 мушкарац и 9 жена), који су се такмичили у 17 дисциплина (11 мушких и 6 женских).
На овом првенству Пољска је заузела 1. место по броју освојених медаља са 7 медаља (5 златних и 2 сребрне). У табели успешности према броју и пласману такмичара који су учествовали у финалним такмичењима (првих 8 такмичара) Пољска је са 12 учесника у финалу заузела 2. место са 72 бода.
| Пл. | Земља  | 1. место | 2. место | 3. место | 4. место | 5. место | 6. место | 7. место | 8. место | Бр. фин.-Бод. |
| --- | ------ | -------- | -------- | -------- | -------- | -------- | -------- | -------- | -------- | ------------- |
| 2.  | Пољска | 5-40     | 2-14     | -        | 1-5      | 1-4      | 3-9      | -        | -        | 12-72         |

## Учесници
| Мушкарци: - Ремигиуш Олжевски — 60 м - Карол Залевски — 400 м - Матеуш Борковски — 800 м - Михал Розмис — 800 м - Марћин Левандовски — 1.500 м - Дамјан Чкер — 60 м препоне - Доминик Бохенек — 60 м препоне - Дариуш Ковалук — 4 x 400 м - Рафал Омелко — 4 x 400 м - Тимотеуш Зимни — 4 x 400 м - Дамјан Чикјер — 4 x 400 м - Силвестер Беднарек — Скок увис - Норберт Кобјелски — Скок увис - Павел Војћеховски — Скок мотком - Пјотр Лисек — Скок мотком - Роберт Собера — Скок мотком - Томаш Јашчук — Скок удаљ - Адријан Свидерски — Троскок - Михал Харатик — Бацање кугле - Јакуб Шишковски — Бацање кугле - Конрад Буковицки — Бацање кугле | Жене: - Ева Свобода — 60 м - Јустина Свјенти-Ерсетик — 400 м, 4 x 400 м - Ига Баумгарт-Витан — 400 м, 4 x 400 м - Софија Енауи — 1.500 м - Клаудија Сићаж — 60 м препоне - Каролина Колечек — 60 м препоне - Ана Кјелбасињска — 4 x 400 м - Малгожата Холуб-Ковалик — 4 x 400 м - Клаудија Кардаш — Бацање кугле |  |

## Освајачи медаља (7)

### Злато (5)
- Марћин Левандовски — 1.500 м
- Павел Војћеховски — Скок мотком
- Михал Харатик — Бацање кугле
- Ева Свобода — 60 м
- Ана Кјелбасињска, 
 Ига Баумгарт-Витан, 
 Малгожата Холуб-Ковалик, 
 Јустина Свјенти-Ерсетик — 4 x 400 м

### Сребро (2)
- Пјотр Лисек — Скок мотком
- Софија Енуји — 1.500 м

## Резултати

### Мушкарци
| Атлетичар          | Дисциплина   | Лични рекорд | Квалификације  | Квалификације  | Полуфинале            | Полуфинале            | Финале                | Финале               | Детаљи |
| Атлетичар          | Дисциплина   | Лични рекорд | Резултат       | Место          | Резултат              | Место                 | Резултат              | Место                | Детаљи |
| ------------------ | ------------ | ------------ | -------------- | -------------- | --------------------- | --------------------- | --------------------- | -------------------- | ------ |
| Ремигиуш Олжевски  | 60 м         | 6,62         | 6,72 КВ        | 2. у гр. 4     | 6,72                  | 5. у гр. 3            | Није се квалификовао  | 14 / 44 (45)         |        |
| Карол Залевски     | 400 м        | 46,20        | 47,45 кв       | 3. у гр. 3     | Није стартовао        | Није стартовао        | Није се квалификовао  | Није се квалификовао |        |
| Матеуш Борковски   | 800 м        | 1:47,11      | 1:48,82        | 3. у гр. 5     | Нису се квалификовали | Нису се квалификовали | Нису се квалификовали | 11 / 33 (34)         |        |
| Михал Розмис       | 800 м        | 1:47,29      | 1:49,35        | 4. у гр. 2     | Нису се квалификовали | Нису се квалификовали | Нису се квалификовали | 18 / 33 (34)         |        |
| Марћин Левандовски | 1.500 м      | 3:36,50      | 3:47,49 КВ     | 1. у гр. 3     |                       |                       | 3:42,85               |                      |        |
| Дамјан Чикјер      | 60 м препоне | 7,67         | 7,82 кв        | 4. угр. 3      | 7,77                  | 7. угр. 2             | Није се квалификовао  | 13 / 29 (30)         |        |
| Доминик Бохенек    | 60 м препоне | 7,63         | 7,92           | 4. у гр. 1     | Није се квалификовао  | Није се квалификовао  | Није се квалификовао  | 21 / 29 (30)         |        |
| Дариуш Ковалук     | 4 х 400 м    | 3:01,77 НР   |                |                |                       |                       | 3:08,40               | 4 / 6                |        |
| Рафал Омелко       | 4 х 400 м    | 3:01,77 НР   |                |                |                       |                       | 3:08,40               | 4 / 6                |        |
| Тимотеуш Зимни     | 4 х 400 м    | 3:01,77 НР   |                |                |                       |                       | 3:08,40               | 4 / 6                |        |
| Дамјан Чикјер      | 4 х 400 м    | 3:01,77 НР   |                |                |                       |                       | 3:08,40               | 4 / 6                |        |
| Силвестер Беднарек | Скок увис    | 2,33         | 2,25 кв        | 3. у гр. А     |                       |                       | 2,22                  | 6 / 19               |        |
| Норберт Кобјелски  | Скок увис    | 2,25         | 2,10           | 8. у гр. Б     | Није се квалификовао  | 18 / 19               |                       |                      |        |
| Пјотр Лисек        | Скок мотком  | 6,00 НР      | 5,70           | 1.             | 5,85                  |                       |                       |                      |        |
| Павел Војћеховски  | Скок мотком  | 5,88         | 5,60           | 8.             | 5,90 ЛР               |                       |                       |                      |        |
| Томаш Јашчук       | Скок удаљ    | 7,98         | 7,86 кв        | 4.             | 7,80 ЛР               | 6 / 9 (13)            |                       |                      |        |
| Адријан Свидерски  | Троскок      | 16,75        | Није стартовао | Није стартовао | Није се квалификовао  | Није се квалификовао  |                       |                      |        |
| Конрад Буковицки   | Бацање кугле | 22,00 НР     | 20,18          | 11.            | Нису се квалификовали | 11 / 18               |                       |                      |        |
| Јакуб Шишковски    | Бацање кугле | 20,55        | 20,28          | 10.            | Нису се квалификовали | 10 / 23               |                       |                      |        |
| Михал Харатик      | Бацање кугле | 21,47        | 20,98 КВ, ЛРС  | 2.             | 21,65 ЕРС, ЛР         |                       |                       |                      |        |

### Жене
| Атлетичарка             | Дисциплина   | Лични рекорд | Квалификације | Квалификације | Полуфинале            | Полуфинале            | Финале                | Финале  | Детаљи |
| Атлетичарка             | Дисциплина   | Лични рекорд | Резултат      | Место         | Резултат              | Место                 | Резултат              | Место   | Детаљи |
| ----------------------- | ------------ | ------------ | ------------- | ------------- | --------------------- | --------------------- | --------------------- | ------- | ------ |
| Ева Свобода             | 60 м         | 7,07 НР      | 7,14 КВ       | 1. у гр. 2    | 7,11 КВ               | 3. у гр. 2            | 7,09                  |         |        |
| Јустина Свјенти-Ерсетик | 400 м        | 51,78 НР     | 52,64 КВ      | 1. у гр. 4    | 52,85 КВ              | 2. у гр. 1            | 52,64                 | 6 / 37  |        |
| Ига Баумгарт-Витан      | 400 м        | 51,91        | 53,17 КВ      | 1. у гр. 2    | 53,83                 | 4. у гр. 2            | Није се квалификовала | 16 / 37 |        |
| Софија Енауи            | 1.500 м      | 4:05,22      | 4:16,78 КВ    | 2. у гр. 3    |                       |                       | 4:09,30               |         |        |
| Клаудија Сићаж          | 60 м препоне | 7,95         | 8,13 КВ       | 2. у гр. 1    | 8,14                  | 6. у гр. 1            | Није се квалификовала | 13 / 28 |        |
| Каролина Колечек        | 60 м препоне | 8,03         | 8,37          | 6. у гр. 4    | Није се квалификовала | Није се квалификовала | Није се квалификовала | 23 / 28 |        |
| Ана Кјелбасињска        | 4 х 400 м    | 3:26,09 НР   |               |               |                       |                       | 3:28,77               |         |        |
| Ига Баумгарт-Витан      | 4 х 400 м    | 3:26,09 НР   |               |               |                       |                       | 3:28,77               |         |        |
| Малгожата Холуб-Ковалик | 4 х 400 м    | 3:26,09 НР   |               |               |                       |                       | 3:28,77               |         |        |
| Јустина Свјенти-Ерсетик | 4 х 400 м    | 3:26,09 НР   |               |               |                       |                       | 3:28,77               |         |        |
| Клаудија Кардаш         | Бацање кугле | 18,28        | 18,63 КВ, ЛР  | 4.            |                       |                       | 18,23                 | 5 / 17  |        |